# Nino Martino
Nino Martino, detto Cacciadiavoli (fl. XVI secolo), è stato un brigante italiano.
(il canto di Nino Martino in dialetto silano)
Pecoraro calabrese del cinquecento, sarebbe vissuto in Aspromonte o nella Sila.
L'unica fonte diretta è la cronaca del cantor Tegani dell'11 luglio del 1576 dove viene descritto l'assalto di una casa.

## Storia
Dopo anni di vita solitaria nella foresta torna al paese, ma viene trattato male dalla gente e in particolare dal suo padrone. Decide quindi, insieme ad altre quindici persone, di vendicarsi e brucia la casa del suo padrone.
Viene, poi catturato e condannato a morte, salvo essere salvato sulla forca da un suo fedele compagno.
Una volta libero, decide di redimersi e va a cercare la benedizione della madre, ma pensando che fosse una spia viene ucciso dai suoi stessi compagni.
Verrà sepolto nella sua cantina sotto una botte di vino
La leggenda vuole che da quel momento iniziò a versare vino nella botte, e vedendo che la madre di Martino non aveva mai mosto ma era sempre in abbondanza di vino la giustizia andò a ispezionare la cantina e vide il miracolo di Martino che versava il vino nella botte e fu proclamato santo.
Nella antica cultura popolare calabrese lui è San Martino, il santo dell'abbondanza.
Luigi Borrello, nei suoi scritti, riporta anche modi di dire bovesi che richiamano Nino Martino: Afitemu santu Dia mandé canno tin chiazza tu Ninu Martinu! , in italiano: lasciatemi santo Dio altrimenti faccio una Piazza di Nino Martino (una strage).
Nei confronti di un uomo violento invece si dice: ekhi ti nnuminàta tu Ninu Martinu, in italiano: ha la fama di Nino Martino.
Oggi rimane solo nella toponomastica di alcuni luoghi come Piazza Martino (luogo montano) a Gambarie, a Pantanizzi: Cacciadiavoli e Baracca del Brigante.

## Cultura di massa
- Viene raccontata la sua storia da Vincenzo Padula in Persone in Calabria, preso a sua volta da un poema popolare calabrese. In questo trascrive la versione silana della "Canzone del brigante Martino".
- Otello Profazio gli dedica la canzone: Ballata campestre per Nino Martino[3].
- Luigi Borrello pubblica in Rivista Storica Calabrese la versione aspromontana della Canzone del brigante Martino[1]